# Kaisergranat
Der Kaisergranat (Nephrops norvegicus), auch Kaiserhummer, Norwegischer Hummer, Tiefseehummer, Schlanker Hummer, Hummerkrabbe oder Runenkrebs genannt, ist ein im Kontinentalschelf des Nordostatlantiks, des Mittelmeers und der Nordsee lebender Zehnfußkrebs. Er besitzt einen hummerähnlichen Körperbau und kann Gesamtkörperlängen von über 20 Zentimetern sowie ein Alter von mehr als 10 Jahren erreichen. Kaisergranate halten sich überwiegend in 20 bis 800 Metern Meerestiefe in selbstgegrabenen Höhlen auf, die sie nur zur Fortpflanzung und meist einmal täglich zur Futtersuche verlassen. In ihrem gesamten Verbreitungsgebiet werden sie mehrheitlich mit Grundschleppnetzen befischt, weil vor allem ihr Hinterleib (Abdomen) als Delikatesse gilt. Trotz dieser intensiven Befischung ist der Kaisergranat nach Artenschutzkriterien nicht gefährdet, obgleich einige Bestände überfischt werden.

## Merkmale

### Adultus
Kaisergranate besitzen einen für Hummerartige typisch langgestreckten Körper, der in Cephalothorax und Abdomen geteilt ist. Der Cephalothorax ist vom sog. Carapax bedeckt, der vorne in ein Rostrum ausläuft. Kaisergranate sind kleiner und schlanker als Hummer, haben jedoch im Verhältnis zur Körpergröße längere Scheren. Sie haben eine hell- bis rötlich-orange Färbung. Die ersten drei Paare der Schreitbeine sind chelat, besitzen somit Scheren, wobei die des ersten sehr groß und ungleich sind.

#### Carapax

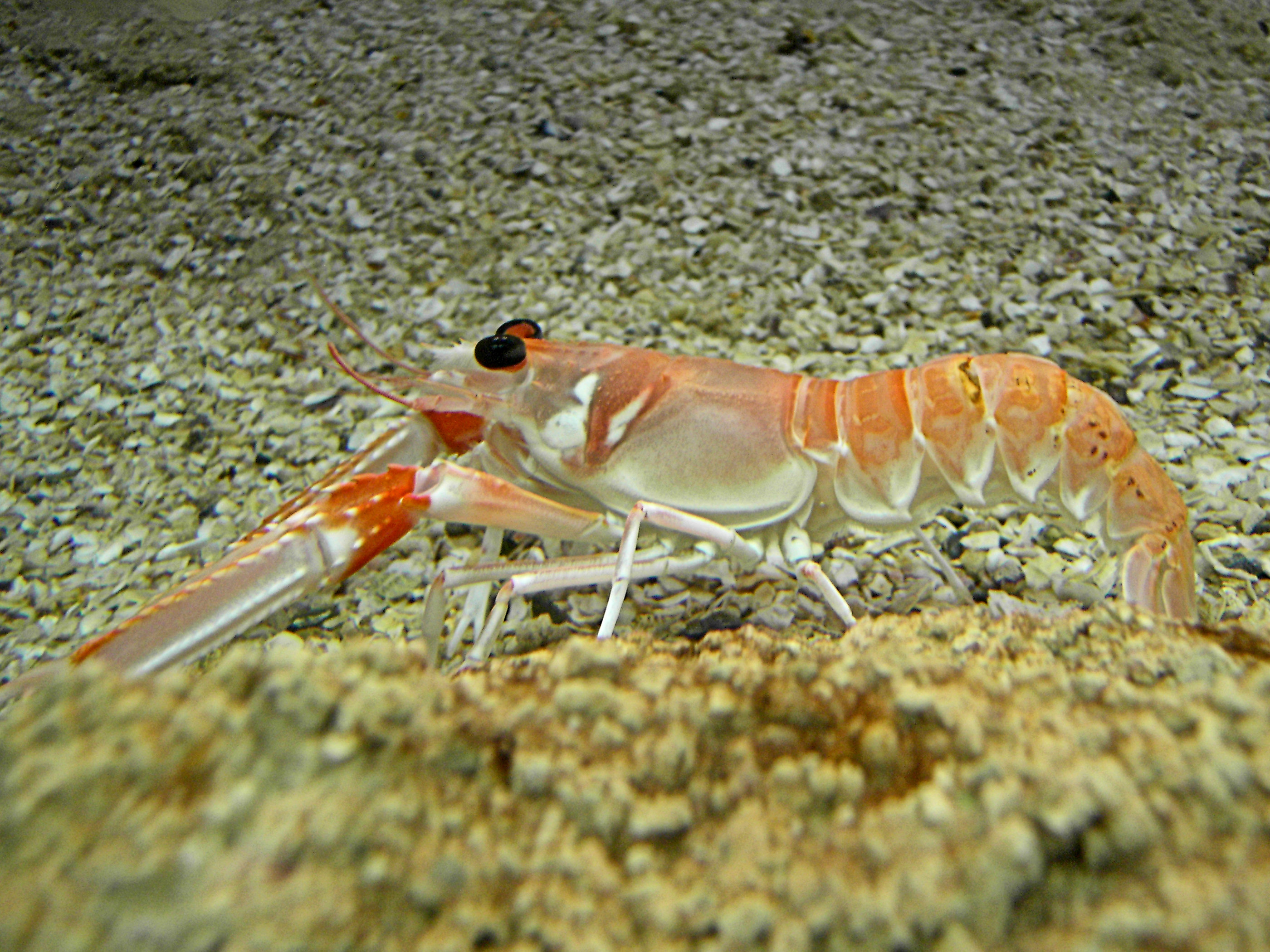
Seitliche Ansicht des Kaisergranats

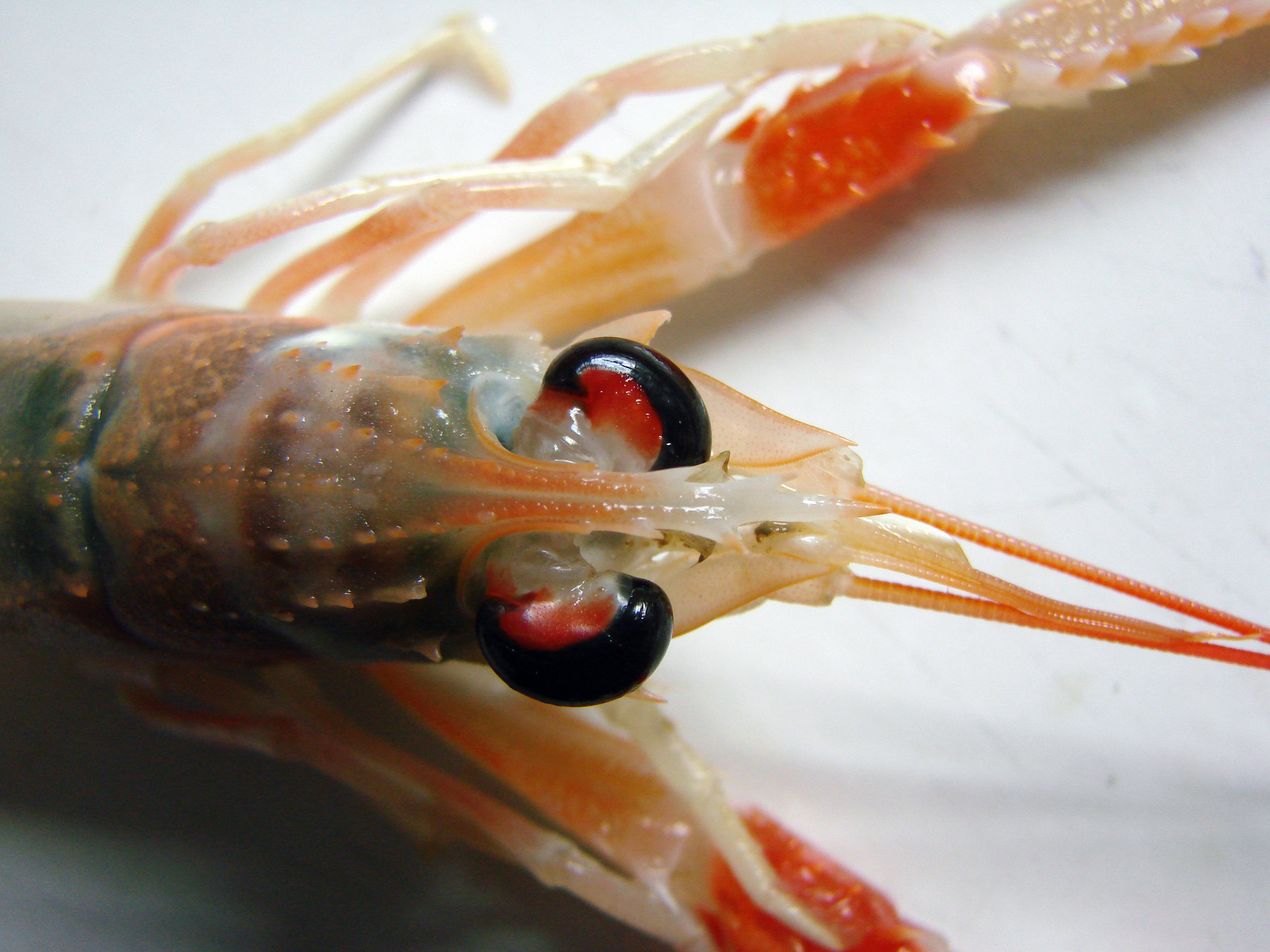
Dorsale Ansicht des vorderen Carapax mit Rostrum und Augen

Der vordere Fortsatz des Carapax, das Rostrum, weist seitliche und einen bauchseitigen Zahn auf. Direkt hinter dem Rostrum befindet sich ein Tuberkel. Von diesem ausgehend verläuft über die gesamte Länge des Carapax ein median gelegener Grat, welcher zwei Reihen von Körnchen besitzt und nur von einer querverlaufenden Furche (postcervical groove) unterbrochen wird. Zwei jeweils seitlich dieses medianen Grates verlaufende Grate sind mit kleinen Spitzen versehen, die vor allem in der Mitte der Grate sehr deutlich werden. Zwei Dorne kurz hinter den Augen sind gut ausgeprägt, jedoch nicht sehr groß. Ihnen folgen, jeweils in einer Reihe nach hinten verlaufend, weitere Dorne, welche nicht wie bei anderen Hummerartigen auf einem Grat stehen. Zwei weitere Dorne unterhalb der in Reihe verlaufenden Dorne sind gut ausgeprägt.
Auf dem vorderen Bereich des Carapax sind einige deutliche Furchen (postcervical, hepatic, cervical, antennal groove) deutlich; eine etwa mittig, quer verlaufende Furche (intercervical groove) ist nur in ihrem hinteren Bereich sichtbar. Kurz hinter der querverlaufenden Vertiefung stehen vier Dorne, jedoch keine weiteren. Auf dem hinteren Bereich des Carapax sind zwei jeweils längs verlaufenden Grate deutlich ausgeprägt, während der jeweils seitliche, etwa in der Mitte gelegene, längs verlaufende Grat fehlt (branchial carina).

#### Abdomen und Telson

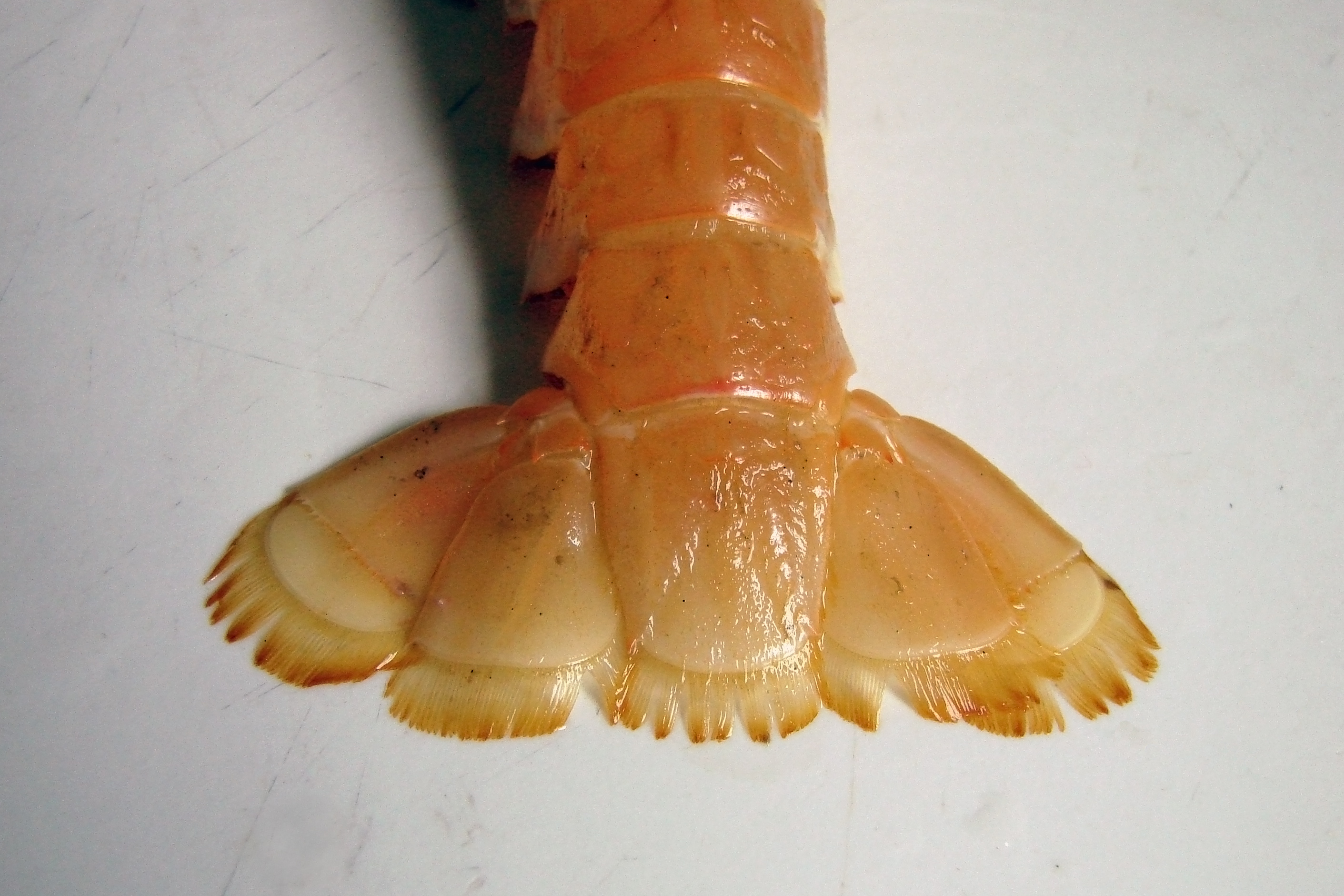
Dorsale Ansicht der Uropoden und des Telsons

Die einzelnen Tergite des Abdomens zeigen ein Muster aus quer- und längsverlaufenden Graten und Vertiefungen. Letztere sind relativ breit und mit kurzen Härchen versehen. Ein medianer Grat ist auf dem zweiten bis sechsten abdominalen Segment vorhanden. Ein breiter Grat trennt die Tergite von den Pleura. Das sechste abdominale Segment besitzt keine Stacheln.
Das Telson ist trapezförmig und wird nach hinten hin schmaler. Der hintere Rand ist nach außen gewölbt, und die nach hinten und zur Seite gerichteten Stacheln sind gut ausgeprägt. An den zwei divergierenden, auf der oberen Telsonseite gelegenen Graten befinden sich keine Spitzen.

#### Augen und Antennen
Die Augen sind voll entwickelt, verhältnismäßig groß und nierenförmig. Das erste Segment der Antennulen ist vergleichsweise lang. Der Stylocerit ist als große Keule deutlich sichtbar. Die Basis der Antennen (antennal peduncle) trägt einen langen Dorn, etwa an der Basis der Exopoditen der Antennen (scaphocerite). Letztere sind gut entwickelt, relativ schmal, mit einem konvexen, inneren Rand.

#### Glieder

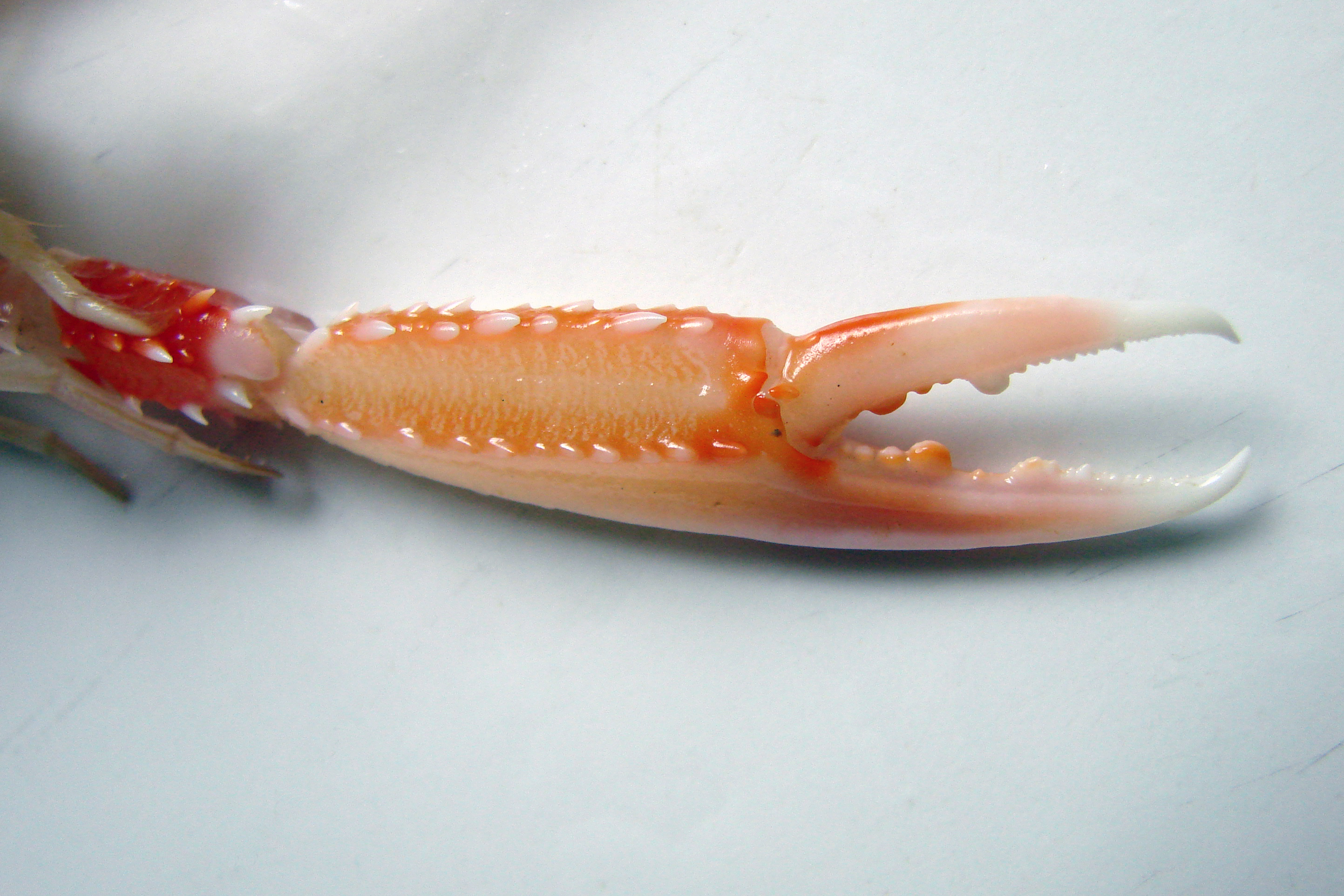
„Knackschere“ des Kaisergranats

Der Exopodit des zweiten Maxillipedenpaares ist ein mehrfach gegliedertes Flagellum. Am dritten Maxillipedenpaar befinden sich keine Spitzen oder Zähne auf Carpus und Merus.
Die großen Scheren am ersten Paar der Schreitbeine sind ungleich. Die eine besitzt einige große, runde Zähne sowie einige kleine Zähnchen; sie wird K- oder Knackschere genannt. Sie kann vor allem bei größeren Tieren nicht mehr vollständig geschlossen werden. Die andere Schere schließt stets und trägt einige kleinere Zähnchen und wird deshalb wie beim Hummer als Zähnchen- oder Z-Schere bezeichnet. Manche Exemplare haben die Z-Schere links, manche rechts. Die Segmente des ersten Beinpaares tragen längs verlaufende, deutlich sichtbare Grate mit starken Dornen. An den kleinen Scheren des zweiten und dritten Beinpaares befinden sich Haarfransen am oberen und unteren Rand.
Das erste Paar der Pleopoden der Männchen ist verhärtet und besteht aus zwei unbeweglichen Segmenten. Die Appendices masculinae, (klammerartige Anhänge bei Männchen) am zweiten Beinpaar sind länglich und mehr als halb so lang wie die Endopoditen. Die Uropoden besitzen einen Grat auf dem Endopoditen und zwei auf den Exopoditen. Die Diaeresis der Exopoditen ist sehr deutlich und trägt einige Zähnchen an ihren vorderen Rändern.

### Larve
Kaisergranate durchlaufen drei Larvenstadien. Sie schlüpfen als Zoealarve und sind in ihrem ersten Stadium etwa 6,5 Millimeter lang. Die Schreitbeine sind mit jeweiligem Exopoditen vorhanden, an den ersten drei Beinpaaren befinden sich bereits Scheren. Die Segmente des Abdomens haben jeweils einen auffälligen Dorn, das letzte abdominale Segment besitzt einen gepaarten Dorn. Das Telson besteht aus zwei langen, gezackten Dornen. Über Häutungen wird das zweite Zoealarvenstadium erreicht, bei dem die Kaisergranate erstmals Pleopoden aufweisen. Sie sind dann etwa 8 Millimeter lang. Im dritten Larvenstadium sind auch die Uropoden entwickelt, die Körperlänge beträgt etwa 10 Millimeter.

## Ökologie

### Verbreitung und Lebensraum

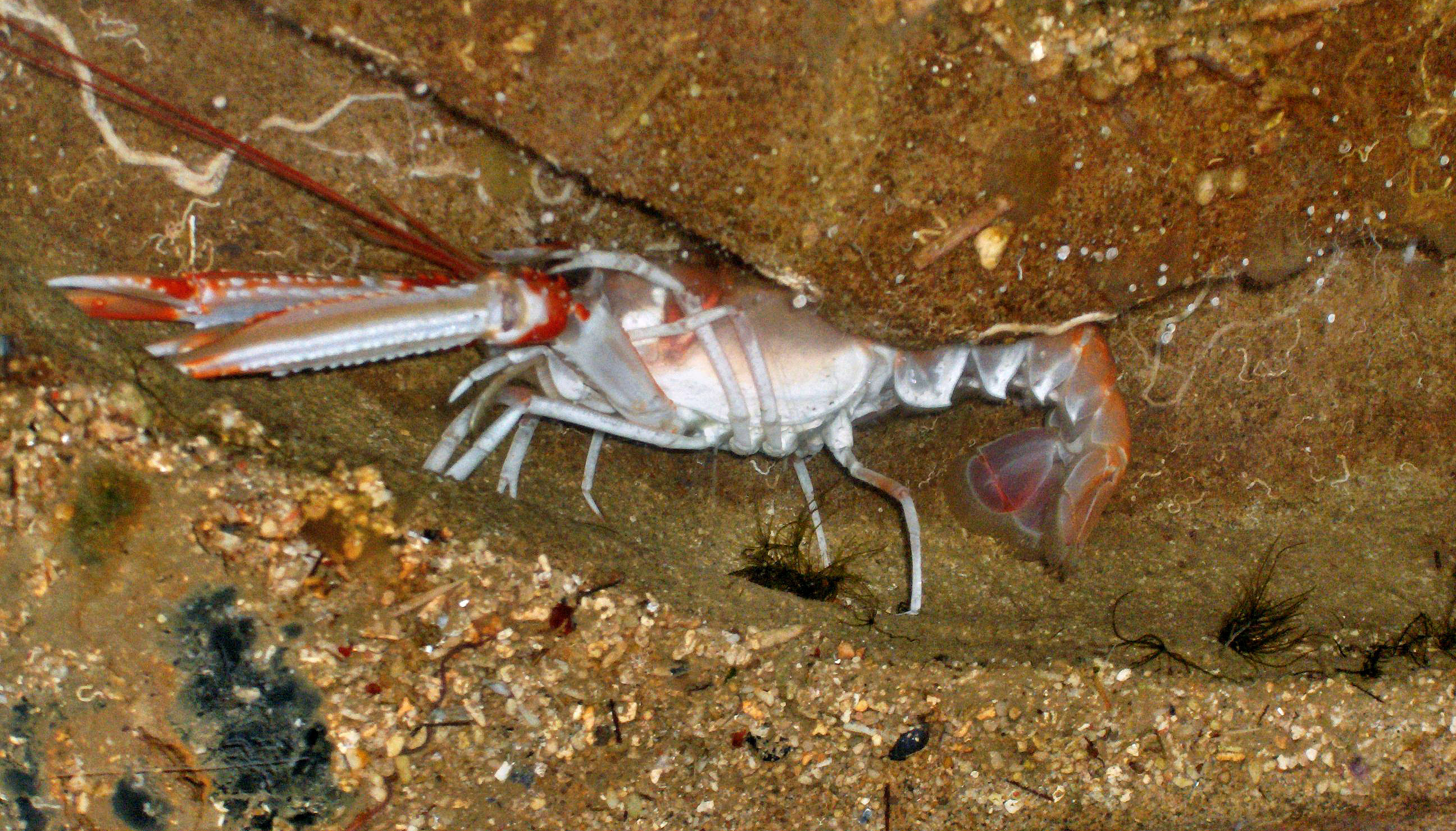
Kaisergranat in einem Höhlengang, Aufnahme aus dem Ozeanographischen Museum Monaco

Der Kaisergranat ist im östlichen Nordatlantik, in der Nordsee und im westlichen und zentralen Mittelmeer verbreitet. Er lebt dort auf dem Kontinentalschelf bzw. Kontinentalhang in Tiefen von 20 bis 800 Metern. Sein Verbreitungsgebiet im Atlantik reicht im Norden von Island und Norwegen etwa bei den Lofoten bis Marokko im Süden. Im Mittelmeer reicht die Verbreitung bis etwa 25°O. Der Kaisergranat ist somit nicht im Levantischen Meer, in der Ostsee, im Schwarzen Meer oder auch am Bosporus heimisch. Das Vorkommen des Kaisergranats ist streng an die Beschaffenheit des Meeresbodens gebunden, weshalb sein Verbreitungsgebiet diskontinuierlich ist. In europäischen Gewässern sind mindestens 30 voneinander getrennte Populationen bekannt. Der Bestand des Kaisergranats gilt als stabil. In der Roten Liste der IUCN wird er deshalb als „nicht gefährdet“ (least concern) eingestuft.
Kaisergranate leben auf eher schlammigem Meeresgrund, der aus über 40 % Ton und Silt besteht. Sie graben sich Höhlen, die sie als Verstecke nutzen. Höhlengänge erstrecken sich 20 bis 30 Zentimeter unterhalb der Bodenoberfläche. Diese Höhlen sind meist U-förmig, mit einem Haupteingang und einem schmaleren, zweiten Eingang. Der Tunnel zwischen den Eingängen kann Längen von 50 bis 80 Zentimetern erreichen. Höhlen mit nur einem Eingang, sowie komplexe Höhlensysteme mit mehreren Eingängen sowie vertikalen Schächten werden seltener beobachtet. Die Zahl der Höhlen reicht von 0,1 bis 1,6 je Quadratmeter. Diese Dichte scheint abhängig von der Korngrößenverteilung des Bodens. So wurden beispielsweise in schottischen Gewässern bei sehr feinen Böden, also bei geringem Sandanteil, eher geringere Populationsdichten festgestellt.

### Fortpflanzung

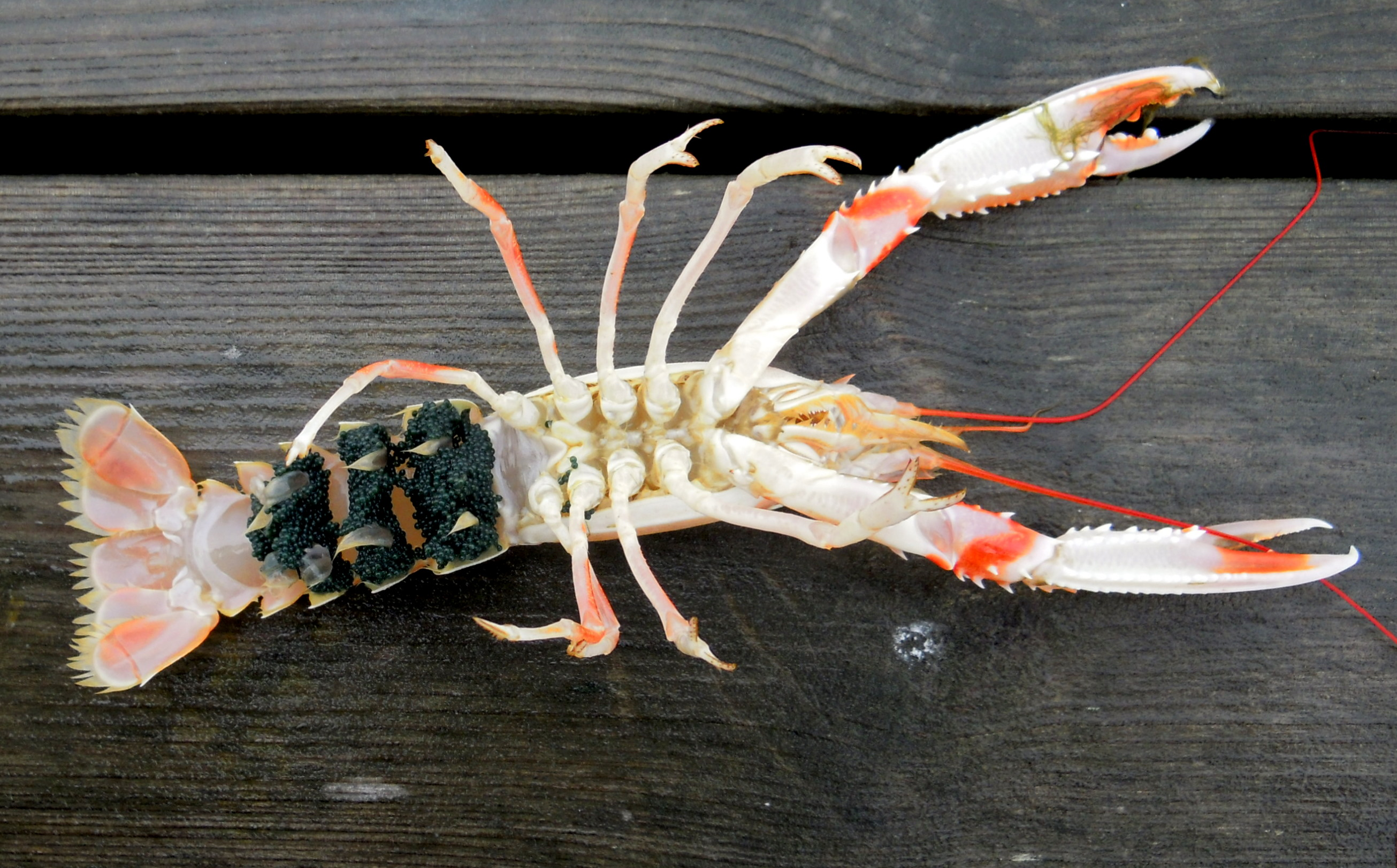
Weibchen mit Eiern

Weibchen der Kaisergranate werden im Alter zwischen 2 und 3,5 Jahren geschlechtsreif. Sie besitzen dann in Abhängigkeit von Alter und geographischer Lage eine Carapaxlänge von 21 bis 36 Millimeter. Männchen sind bei Geschlechtsreife 3 Jahre alt, und ihre Carapaxlänge liegt zwischen 24 und 27 Millimetern.
Die Begattung erfolgt im Winter oder Frühling, kurz nachdem sich das Weibchen gehäutet hat. Die Befruchtung der Eier sowie das Laichen finden im Spätsommer bis Herbst statt. Die Zahl der Eier, die ein Weibchen ablaichen kann, ist abhängig von seiner Körpergröße. Bei einer Carapaxlänge von 25 Millimetern beträgt die Zahl der Eier 600 bis 1200; bei einer Carapaxlänge von 45 Millimetern können bis zu 4800 Oozyte gezählt werden. Nicht von der Körpergröße abhängig ist das Volumen eines Eies, das um 1,5 Kubikmillimeter beträgt. Das Weibchen befestigt die befruchteten Eier an ihren Pleopoden. Ab diesem Zeitpunkt verlässt ein eiertragendes Weibchen seine Höhle nicht mehr. Die Dauer der Inkubation, also die Zeit zwischen Laichen der Eier und Schlüpfen der Larven, ist stark abhängig von der Wassertemperatur. Sie beträgt etwa 5,5 Monate bei 15 °C und 10 Monate bei 8 °C. Weibchen in nördlichen Gewässern bei Island und Norwegen laichen deshalb nur alle zwei Jahre, während im übrigen Verbreitungsgebiet jährliches Laichen zu beobachten ist. Mit zunehmendem Alter des Weibchens kann es vorkommen, dass es auch im südlichen Verbreitungsgebiet nur noch alle zwei Jahre laicht. Die Farbe der Eier ist zunächst dunkelgrün, wird mit der Zeit heller und ist kurz vor dem Schlupf bräunlich-pink. Während der Inkubation können bis zu 75 % der Eier aufgrund von Prädation, Kannibalismus, unvollständiger Embryonalentwicklung sowie unzureichender Haftung an den Pleopoden verloren gehen. Das Schlüpfen der Larven erfolgt im späten Winter bis frühen Frühling, woraufhin sich das Weibchen häutet und eine erneute Begattung stattfinden kann.
Die frisch geschlüpften Zoealarven sind etwa 6,5 Millimeter lang. Sie sind im Gegensatz zu Adulten frei schwimmend und somit Teil der Planktons. Junge Kaisergranate durchlaufen drei Larvenstadien, bevor sie als Postlarve mit einer Körperlänge von etwa 16 Millimetern zu einer benthischen Lebensweise übergehen. Die Dauer der planktischen Phase ist abhängig von der Temperatur und kann von drei Wochen bei 15 °C bis sieben Wochen bei 8 °C reichen. Während ihres ersten Lebensjahrs verlassen Kaisergranate nur äußerst selten ihre Höhlen.

### Wachstum
Wie bei allen Zehnfußkrebsen erfolgt eine Größenzunahme über Häutungen. Dabei nimmt die Häutungsfrequenz mit dem Alter ab. So häuten sich einjährige Kaisergranate einmal im Monat, während im zweiten und dritten Lebensjahr nur mehr drei bis vier Häutungen pro Jahr stattfinden. Mit Geschlechtsreife verringert sich die Häutungsfrequenz weiter auf ein- bis zweimal pro Jahr bei Männchen und null- bis einmal pro Jahr bei Weibchen. Aus diesem Grund sind die größten Kaisergranate meist männlich. Eine terminale Anecdysis, ein Stadium, in dem keine Häutungen mehr stattfinden, ist nicht bekannt. Im Labor betrug die Dauer einer Häutung 20 bis 30 Minuten. Das Exoskelett ist etwa zwei Wochen nach der Häutung vollständig ausgehärtet.
Die Längenzunahme je Häutung beträgt absolut 1 bis 2,5 Millimeter Carapaxlänge. Dies entspricht einem relativen Wachstum von 3 bis 12 %. Erhebliche Abweichungen von diesen Werten sind jedoch nicht untypisch. Außerdem können sich Wachstumsraten zwischen einzelnen Populationen deutlich unterscheiden. Diese lassen sich nicht einfach erklären, weil mehrere Faktoren wie Temperatur, Korngrößenverteilung der Sedimente, Nahrungsverfügbarkeit, Populationsdichte und Fischfang Einfluss auf das Wachstum haben könnten.
Kaisergranate können ein Alter von 10 Jahren erreichen, maximal möglich scheint auch ein Alter von bis zu 15 Jahren. Maximale Körperlängen liegen wohl bei 25 Zentimetern und somit die maximalen Carapaxlängen bei 80 Millimetern. In der Regel sind sie kleiner, bei Körperlängen von 18 bis 20 Zentimetern und Carapaxlängen von bis zu 60 Millimetern.

### Verhalten und Wanderung
Kaisergranate leben als Einzelgänger und halten sich hauptsächlich in ihren Höhlen auf. Diese werden meist nur sehr kurz für Nahrungssuche oder Fortpflanzung verlassen. Beobachtet wurden das Wechseln von sowie Kämpfe um Höhlen. Ritualisierte Kämpfe finden auch statt, um eine Rangordnung zwischen Individuen zu bestimmen. Kämpfe beinhalten stets Drohgebärden, bei der die großen Scheren horizontal abgespreizt werden sowie eine sehr aufrechte Körperhaltung eingenommen wird. Mit den Scheren versuchen Kombattanten den Gegner zu schlagen und wegzudrücken sowie Gliedmaßen zu ergreifen. Im Labor dauerten solche Kämpfe meist nicht länger als eine Minute, und bei keinem beobachteten Kampf kam es zu Verletzungen. Die Aufrechterhaltung der Rangordnung wird bei Kaisergranaten über Urinausscheidungen erreicht. Möglich ist, dass sich die Tiere am Uringeruch erkennen oder dass mit ihm der soziale Status vermittelt werden kann.
Das tägliche Verlassen der Höhle ist abhängig von der besiedelten Meerestiefe. In eher flachen Gewässern bis zu einer Tiefe von 40 Metern verlassen Kaisergranate ihre Höhle meist nur einmal in der Nacht. Bei mittleren Tiefen zwischen 40 und 100 Metern werden Höhlen in der Regel zweimal, bei Sonnenauf- und -untergang, verlassen. Bei größeren Tiefen verlassen Kaisergranate ihre Höhlen meist einmal tagsüber. Die Gründe für dieses Verhalten sind nicht vollständig geklärt. Neben exogenen Einflüssen wie der Lichtverfügbarkeit werden auch endogene Faktoren, etwa individuelle Aktivitätsrhythmen, bei den Kaisergranaten vermutet.
Kaisergranate sind eher sesshaft. Sie migrieren nicht mehr als einige hundert Meter, sodass ein genetischer Austausch zwischen einzelnen Populationen nicht stattfindet. Dieser ist einzig während ihres planktischen Larvenstadiums denkbar, wenn größere Distanzen überwunden werden können.

### Ernährung
Der Kaisergranat ist ein opportunistischer Prädator und Aasfresser. Die Zusammensetzung der Nahrung ist in erster Linie abhängig von Beuteverfügbarkeit und nicht von Ernährungspräferenzen, weshalb es zwischen Populationen des Kaisergranats zu Unterschieden in der Ernährung kommen kann. Den Hauptteil der Ernährung machen Krebstiere, Vielborster, Weichtiere und im geringen Maße auch Stachelhäuter aus. Kaisergranate sind wohl auch Filtrierer und somit in der Lage, Detritus oder Plankton aus dem Wasser zu filtern und als Nahrung zu nutzen. Dies könnte ein wichtiger Beitrag in der Ernährung von eiertragenden Weibchen sein, die monatelang ihre Höhle nicht verlassen. Kannibalismus ist nicht ungewöhnlich.
Ebenfalls nicht ungewöhnlich ist das Vorfinden von Sandkörnern oder Schlamm im Verdauungstrakt. Bei einer Untersuchung von Mageninhalten des Kaisergranats an der Westküste Schottlands, am Firth of Clyde, wurde in 83 % der gefangenen Exemplare Plastik, meist in Form von Fäden, gefunden. Diese könnten sowohl mit Sedimenten aufgenommen worden sein oder auch mit Beutetieren. Kaisergranate wurden außerdem beobachtet, wie sie Steine aufnehmen und sie mit Hilfe der Maxillipeden vor den Mandibeln und Maxillen bewegen. Zusätzlich könnte das Filtrieren des Wassers dazu beitragen, dass Plastik aufgenommen wird. Laut der Studie können sich zumindest einige der Plastikfäden im Verdauungstrakt akkumulieren, da sie nicht ausgeschieden werden können.

### Prädatoren

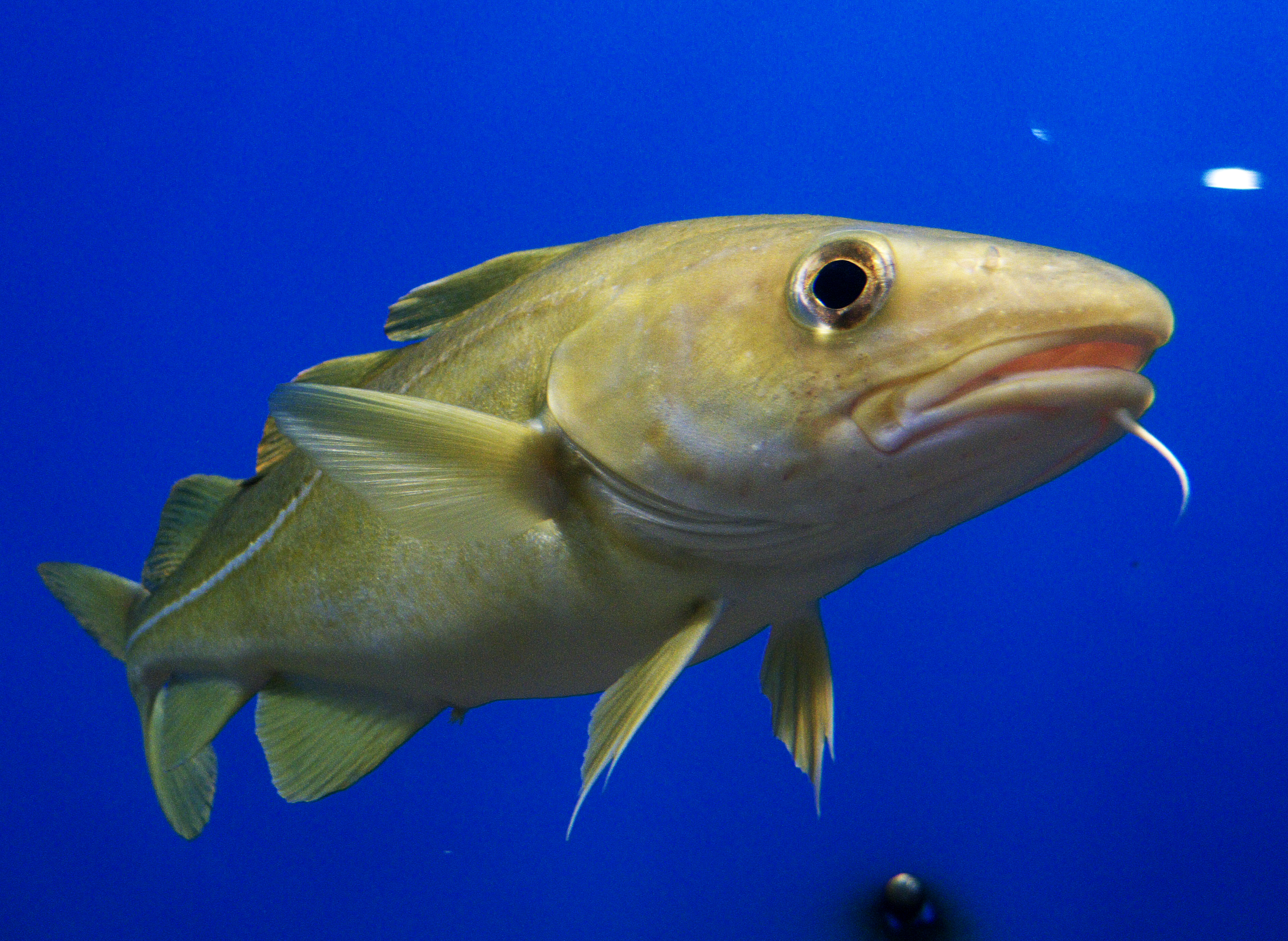
Wichtigster Prädator des Kaisergranats im Atlantik: Kabeljau

Kaisergranate sind Beutetier einiger Arten. Im Atlantik und in der Nordsee ist der mit Abstand wichtigste Prädator der Kabeljau (Gadus morhua). Nagelrochen (Raja clavata), Kleingefleckter Katzenhai (Scyliorhinus canicula), Doggerscharbe (Hippoglossoides platessoides), Fleckhai (Galeus melastomus), Vierbärtelige Seequappe (Enchelyopus cimbrius), Hundszunge (Glyptocephalus cynoglossus) und Schellfisch (Melanogrammus aeglefinus) sind ebenfalls bekannte Prädatoren des Kaisergranats. Das Wissen um Prädatoren im Mittelmeer ist etwas dürftiger. Zu ihnen zählen u. a. Anglerfische der Gattung Lophius, einige Plattenkiemer (Elasmobranchii), der Hechtdorsch (Merluccius merluccius), Knurrhähne (Trigla spp.), Drachenköpfe (Scorpaena spp.) und kleine Dorsche, etwa der Zwergdorsch (Trisopterus minutus).

### Parasiten und Krankheiten
Im Vergleich zu anderen Zehnfußkrebsen sind nur wenige Ektoparasiten des Kaisergranats bekannt. Zu ihnen zählt Symbion pandora, eine Art der Cycliophora, die auf den Mundwerkzeugen von Kaisergranaten aus dem Kattegat gefunden wurde. Vom Rankenfußkrebs Balanus crenatus ist bekannt, dass er das Exoskelett befällt und meist auf älteren Exemplaren zu finden ist. Außerdem fand man an Pleopoden die Foraminiferengattung Cyclogyra. Auch besitzen Kaisergrante kaum Symptome der Schalenkrankheit, eine von Bakterien verursachte Degeneration des Exoskeletts bei Zehnfußkrebsen. Nur bei etwa 1 % der untersuchten Individuen auf italienischen Fischmärkten wiesen die typischen Läsionen auf. Bräunliche Nekrosen konnten allerdings an den Rändern von Verletzungen beobachtet werden, die wohl von Chitin abbauenden Bakterien verursacht wurden.
Ein systemischer Befall kann durch Wimpertierchen der Gattungen Mesanophrys bzw. Orchitophyra erfolgen. Der Verdauungstrakt von Kaisergranaten kann von der Gregarinenart Porospora nephropis und von einem Stadium des Saugwurms Stichocotyle nephropis befallen sein. Histriobdella homari, ein Vielborster der Eunicida, wird eher selten in den Atmungskammern der Wirtstiere beobachtet.
Arten der Gattung Hematodinium der Dinoflagellaten können Kaisergranate befallen, die dann abnormal lethargisches Verhalten zeigen und eine opake, gelblich-orange Färbung sowie milchig-weiße Hämolymphe vorweisen. Die Prävalenz des Befalls lag bei Schottland bei 10 bis 15 %, wobei diese wohl überschätzt wird, weil kranke Kaisergranate nicht nur schlechter schwimmen können, sondern auch sehr viel länger außerhalb ihrer Höhlen bleiben und somit im größeren Maße gefangen werden können als gesunde. Ein Befall mit Hematodinium führt unausweichlich, direkt oder indirekt zum Tod.
Eine idiopathische Muskelnekrose des Abdomens wurde bei von Trawlern gefangenen Kaisergranaten beobachtet. Bereits kurz nach dem Fang können sich zunächst Bereiche, später das gesamte Abdomen weißlich färben. Es ist dann langgestreckt und nicht mehr leicht gebogen. Die Ursache ist nicht vollständig geklärt. Man vermutet eine durch Stress induzierte, geringere Resistenz gegenüber Krankheitserregern in Verbindung mit Verletzungen, die durch ständiges Schwanzschlagen, der Fluchtreaktion von Hummerartigen, während des Fangprozesses verursacht werden können.

## Taxonomie und Systematik
Carl von Linné nannte im Jahr 1758 in der 10. Ausgabe seiner Systema Naturae den Kaisergranat Cancer norvegicus. Der spätere Gattungsname Nephrops bezieht sich auf das nierenförmige Auge, das Artepitheton auf den Fundort der Typspezies an der norwegischen Küste. Der Kaisergranat wurde in der Folge mehrmals erneut beschrieben. Im Jahr 1814 bezeichnete Constantine Samuel Rafinesque ein bei Sizilien gefangenes Exemplar als Astacus rugosus. Als Nephropsis cornubiensis beschrieben im Jahr 1880 Charles Spence Bate und Joshua Brooking Rowe einen vor Cornwall gefangenen Kaisergranat. Die Gattung Nephrops stellte William Elford Leach im Jahr 1814 auf, die seinerzeit mit dem Kaisergranat monotypisch war.
Der Kaisergranat ist der Familie der Hummerartigen (Nephropidae Dana, 1852) zugehörig und gilt als naher Verwandter der Hummer; entweder dieser oder die Gattung Metanephrops ist die wahrscheinlichste Schwestergruppe. Innerhalb der Gattung Nephrops ist der Kaisergranat die einzige, rezent bekannte Art. Während früher sieben fossile Arten der Gattung zugeordnet worden waren, wird heute nur noch eine davon hier geführt: Nephrops kvistgaardae aus dem Miozän von Jütland, Dänemark. Die wohl nahe verwandten Gattungen Palaeonephrops aus Nordamerika und Paraclytia aus dem westlichen Eurasien sind kreidezeitlich, drei Arten von Paraclytia wurden auch in Deutschland gefunden.
Kaisergranate aus dem Mittelmeer werden von einigen Autoren abgegrenzt und als Nephrops norvegicus var. meridionalis bzw. Nephrops norvegicus meridionalis Zariquiey Cenarro, 1935 bezeichnet. Sie unterscheiden sich von nördlichen Kaisergranaten in sehr geringem Ausmaße in der Morphologie der zweiten Maxillipeden. Diese Unterscheidung gilt als strittig.

## Wirtschaftliche Nutzung

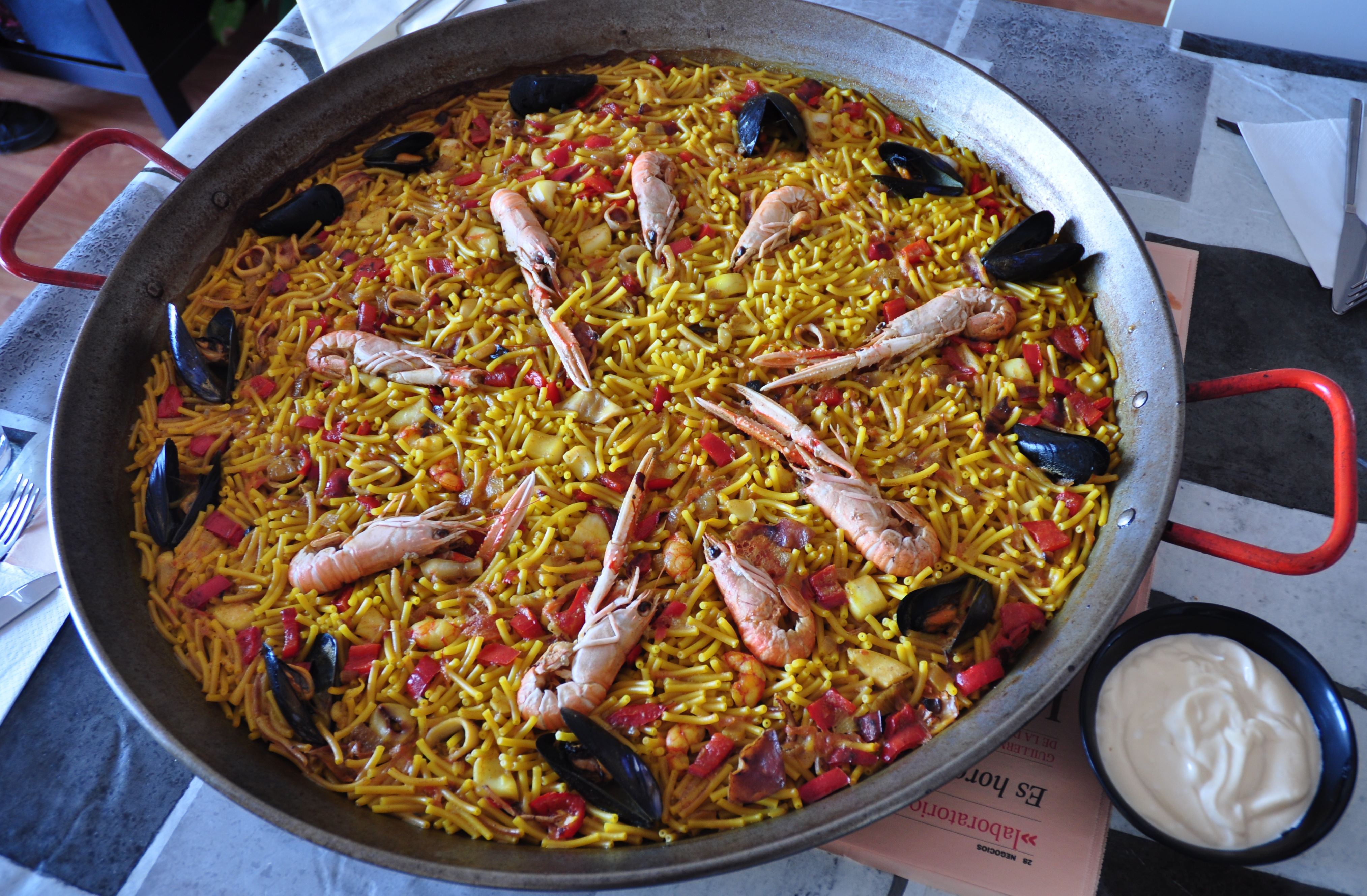
Fideuà mit Kaisergranaten

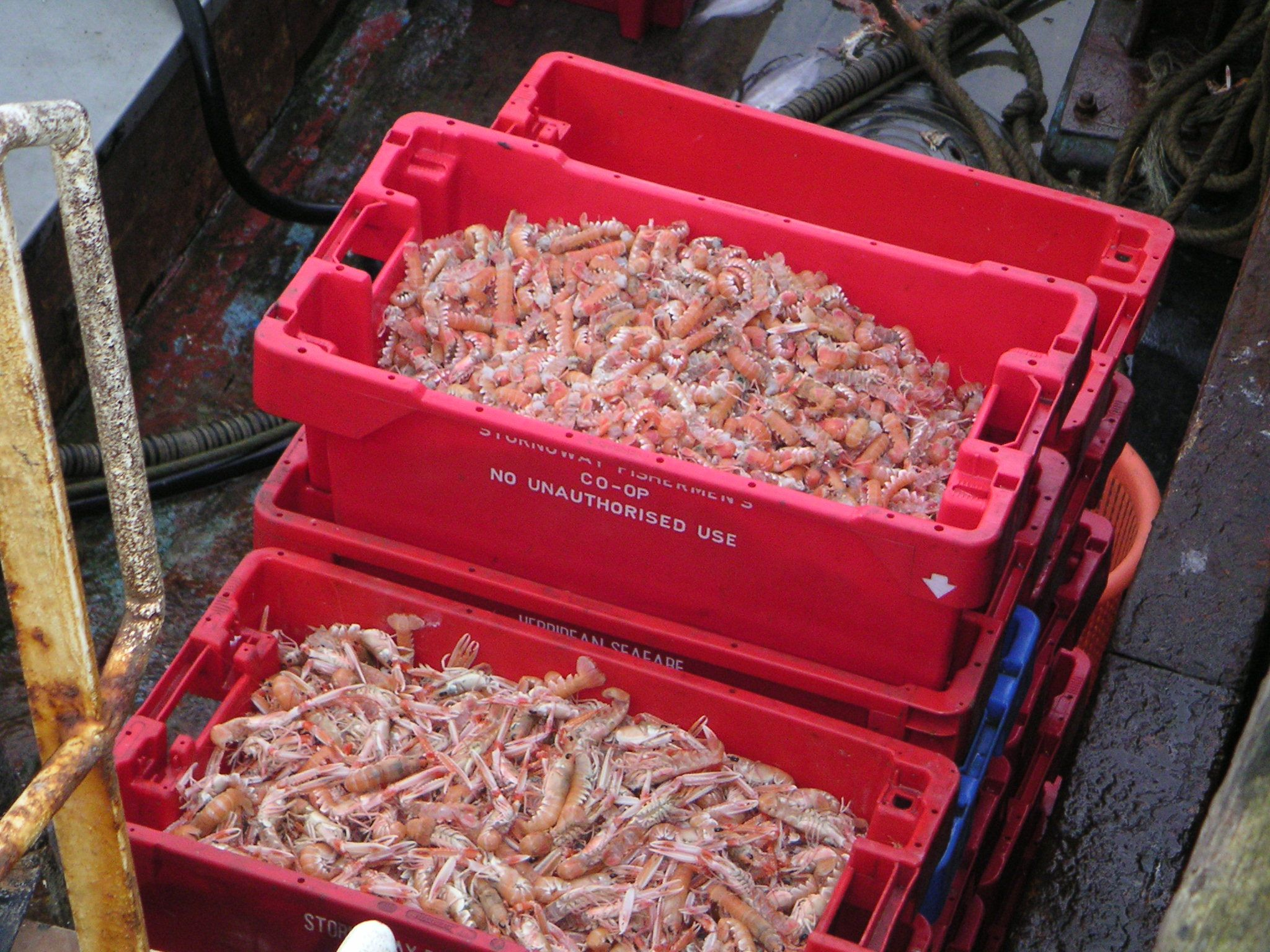
Frisch gefangene Kaisergranate (vorn)

Der Kaisergranat wird in seinem gesamten Verbreitungsgebiet befischt und gilt als kommerziell wichtigster Krebs in Europa. Der Wert der 2001 angelandeten Kaisergranate wird auf 208 Mio. Euro beziffert. Zwischen 1985 und 2005 wurden jährlich etwa 60.000 Tonnen Kaisergranat angelandet. Im Jahr 2007 wurden über 75.000 Tonnen gefischt, im Jahr 2010 waren es 66.544 Tonnen. Als Hauptfanggebiet gilt der Nordostatlantik.

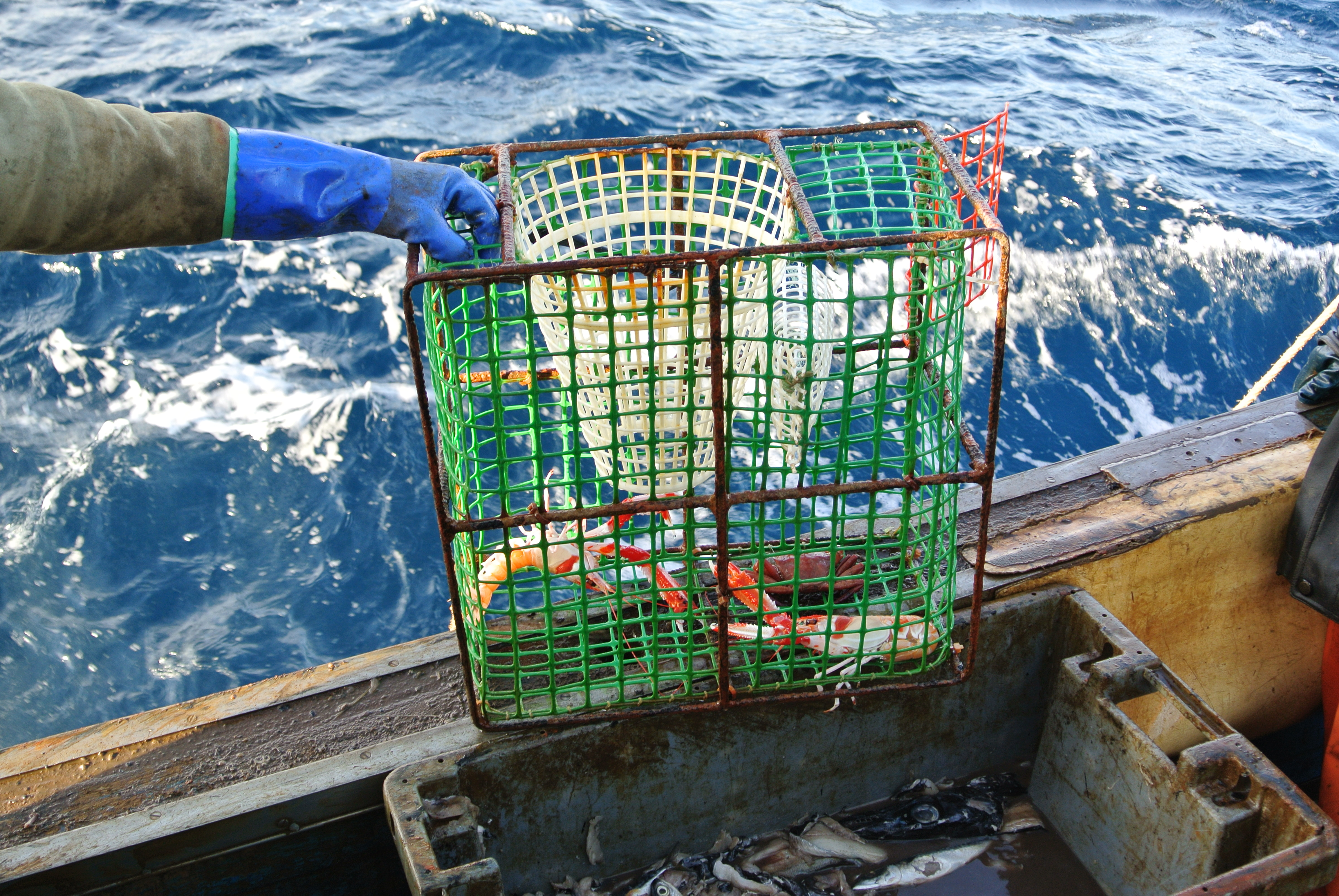
Zwei Kaisergranate, gefangen mit einer Reuse in Portugal während wissenschaftlicher Observationen im Dez. 2014

Da sein Habitat meist für den Fang mit Trawlern zugänglich ist, dominiert die Befischung mit Schleppnetzen. Vor 1950 war der Kaisergranat eher Beifang, und die große Mehrheit der Anlandungen erfolgte damals in Frankreich. Später wurde der Kaisergranat eine Zielart der Fischerei, und es wurden spezielle, selektive Schleppnetze entwickelt. Heute existiert auch eine gemischte Fischerei, wobei der Fang nicht auf eine Zielart ausgerichtet ist. Der Kaisergranat wird dann u. a. zusammen mit Kabeljau und Schellfisch im Kontinentalschelf Nordeuropas sowie zusammen mit Plattfischen, Seeteufeln oder Dorschen in tieferen Gewässern Schottlands und Irlands gefangen.
Regional können in den Fangmethoden Unterschiede bestehen. So wird der Kaisergranat bei den Färöern oder auch in Regionen Schwedens fast ausschließlich mit Fallen gefangen. Generell wird überall dort mit Fallen gearbeitet, wo der Meeresgrund nicht für Schleppnetze geeignet ist. Oder auch dort, wo der Fang mit Trawlern verboten ist, etwa in der nördlichen Ägäis und in Teilen der Adria. Aufgrund der Nachfrageentwicklung hin zu lebenden Kaisergranaten steigt der Anteil der Befischung mit Fallen. Ein Vorteil des Fallenfangs ist, dass überwiegend größere Exemplare gefangen werden. Weibchen und kleinere Exemplare bleiben vorwiegend in ihren Höhlen oder deren Nähe, während sich die größeren, männlichen Tiere auf der Suche nach Futter und Fortpflanzungsmöglichkeiten weiter von ihren Höhlen entfernen und dabei eher in die Fallen geraten. Außerdem fällt der Beifang wesentlich geringer aus, und der Einfluss auf den Meeresboden ist deutlich geringer.
Der Fang von Kaisergranaten unterliegt Restriktionen. So darf meist eine bestimmte Carapaxlänge nicht unterschritten werden. Diese variiert regional, liegt bei 20 Millimetern für den Fang etwa bei Irland und bei 40 Millimetern im Kattegat. Da eine hohe Mortalität beim Fang mit Schleppnetzen besteht, werden diese Untergrenzen der Längen mit vorgeschriebenen Maschenweiten der Netze erreicht. Zusätzlich sind Fangquoten definiert.
Schleppnetze für Kaisergranate haben relativ kleine Maschen, weshalb der Anteil an Beifang recht hoch ist. Dieser wird entweder ebenfalls angelandet oder über Bord geworfen, falls die Fangquoten des Beifangs bereits überschritten sind, die Qualität mangelhaft ist oder die Fischarten des Beifangs nicht gewünscht sind.
In den Handel gelangt der Kaisergranat meist gefroren oder frisch auf Eis, zumeist nur das Abdomen. Der Kaisergranat wird unter verschiedenen, teils irreführenden Bezeichnungen angeboten. In Frankreich heißt er langoustine, was ihn sprachlich in die Nähe der Languste bringt. Im deutschen Sprachraum werden aus dem gleichen Grund die Schwänze des Kaisergranats gerne als „Langustenschwänze“ angeboten. Ebenso irreführend ist die Bezeichnung „Kaiserhummer“. In Italien heißt das Tier scampo (Plural scampi).